# Finland op de Olympische Winterspelen 1976
Tijdens de Olympische Winterspelen van 1976, die in Innsbruck (Oostenrijk) werden gehouden, nam Finland voor de twaalfde keer deel.

## Medailleoverzicht
| Sport      | Olympiër                                                       | Discipline            | Medaille |
| ---------- | -------------------------------------------------------------- | --------------------- | -------- |
| Langlaufen | Helena Takalo                                                  | 5 km (v)              | Goud     |
| Langlaufen | Matti Pitkänen Juha Mieto Pertti Teurajärvi Arto Koivisto      | 4x10 km estafette (m) | Goud     |
| Biatlon    | Heikki Ikola                                                   | 20 km (m)             | Zilver   |
| Biatlon    | Henrik Flöjt Esko Saira Juhani Suutarinen Heikki Ikola         | 4x7,5 km estafette    | Zilver   |
| Langlaufen | Helena Takalo                                                  | 10 km (v)             | Zilver   |
| Langlaufen | Liisa Suihkonen Marjatta Kajosmaa Hilkka Kuntola Helena Takalo | 4x5 km estafette (v)  | Zilver   |
| Langlaufen | Arto Koivisto                                                  | 15 km (m)             | Brons    |

## Deelnemers en resultaten

### Alpineskiën
| Olympiër       | Discipline       | Resultaat | Prestatie                    |
| -------------- | ---------------- | --------- | ---------------------------- |
| Riitta Ollikka | afdaling (v)     | 30e       | 1.53,85 (+7,69)              |
| Riitta Ollikka | reuzenslalom (v) | 34e       | 1.40,15 (+11,02)             |
| Riitta Ollikka | slalom (v)       | 17e       | 1.45,62 (+15,08) 54,23+51,39 |

### Biatlon
| Olympiër                                               | Discipline         | Resultaat | Prestatie                                                                                 |
| ------------------------------------------------------ | ------------------ | --------- | ----------------------------------------------------------------------------------------- |
| Heikki Ikola                                           | 20 km (m)          | Zilver    | 1:15.54,10 (+1.41,84) pen.: 2 (0 / 0 / 0 / 2)                                             |
| Esko Saira                                             | 20 km (m)          | 6e        | 1:17.32,84 (+3.20,58) pen.: 2 (0 / 0 / 0 / 2)                                             |
| Juhani Suutarinen                                      | 20 km (m)          | 13e       | 1:19.25,89 (+5.13,63) pen.: 2 (1 / 0 / 1 / 0)                                             |
| Henrik Flöjt Esko Saira Juhani Suutarinen Heikki Ikola | 4x7,5 km estafette | Zilver    | 2:01.45,58 (+3.49,94) pen.: 2 (1 / 0 / 1 / 0) (32.00,19 / 29.12,47 / 30.52,23 / 29.40,69) |

### Kunstrijden
| Olympiër       | Discipline | Resultaat | Prestatie               |
| -------------- | ---------- | --------- | ----------------------- |
| Pekka Leskinen | mannen     | 13e       | pc. 119,0; 167,0 punten |

### Langlaufen
| Olympiër                                                       | Discipline            | Resultaat | Prestatie                                                       |
| -------------------------------------------------------------- | --------------------- | --------- | --------------------------------------------------------------- |
| Risto Kiiskinen                                                | 15 km (m)             | 32e       | 47.21,06 (+3.22,59)                                             |
| Arto Koivisto                                                  | 15 km (m)             | Brons     | 44.19,25 (+20,78)                                               |
| Arto Koivisto                                                  | 30 km (m)             | 8e        | 1:32.23,11 (+1.53,73)                                           |
| Arto Koivisto                                                  | 50 km (m)             | 10e       | 2:43.44,79 (+6.14,74)                                           |
| Juha Mieto                                                     | 15 km (m)             | 10e       | 45.46,27 (+1.47,80)                                             |
| Juha Mieto                                                     | 30 km (m)             | 4e        | 1:31.20,39 (+51,01)                                             |
| Juha Mieto                                                     | 50 km (m)             | 34e       | 2:50.03,61 (+12.33,56)                                          |
| Matti Pitkänen                                                 | 30 km (m)             | 13e       | 1:33.44,74 (+3.15,36)                                           |
| Juhani Repo                                                    | 30 km (m)             | 22e       | 1:35.31,06 (+5.01,68)                                           |
| Juhani Repo                                                    | 50 km (m)             | 9e        | 2:42.54,89 (+5.24,84)                                           |
| Pertti Teurajärvi                                              | 15 km (m)             | 14e       | 46.04,84 (+2.06,37)                                             |
| Pertti Teurajärvi                                              | 50 km (m)             | 27e       | 2:47.25,60 (+9.55,55)                                           |
| Matti Pitkänen Juha Mieto Pertti Teurajärvi Arto Koivisto      | 4x10 km estafette (m) | Goud      | 2:07.59,72 (35.03,59 / 31.14,89 / 31.25,04 / 30.16,20)          |
|                                                                |                       |           |                                                                 |
| Taina Impiö                                                    | 5 km (v)              | 19e       | 17.03,30 (+1.14,61)                                             |
| Marjatta Kajosmaa                                              | 5 km (v)              | 9e        | 16.36,25 (+47,56)                                               |
| Marjatta Kajosmaa                                              | 10 km (v)             | 11e       | 31.35,50 (+1.22,09)                                             |
| Marja-Liisa Hämäläinen                                         | 10 km (v)             | 22e       | 32.37,72 (+2.24,31)                                             |
| Hilkka Kuntola                                                 | 5 km (v)              | 4e        | 16.17,74 (+29,05)                                               |
| Hilkka Kuntola                                                 | 10 km (v)             | 9e        | 31.29,39 (+1.15,98)                                             |
| Helena Takalo                                                  | 5 km (v)              | Goud      | 15.48,69                                                        |
| Helena Takalo                                                  | 10 km (v)             | Zilver    | 30.14,28 (+0,87)                                                |
| Liisa Suihkonen Marjatta Kajosmaa Hilkka Kuntola Helena Takalo | 4x5 km estafette (v)  | Zilver    | 1:08.36,57 (+46,82) (17.29,02 / 17.22,06 / 17.08,98 / 16.36,51) |

### Noordse combinatie
| Olympiër         | Discipline | Resultaat | Prestatie                                                                                             |
| ---------------- | ---------- | --------- | --- |
| Rauno Miettinen  | mannen     | 4e        | 411,30 punten schans: 219,9 p 109,3 (75,0 m)+110,6 (78,5 m)+101,4 (74,5 m) 15 km: 191,40 p (51:12.21) |
| Erkki Kilpinen   | mannen     | 10e       | 402,26 punten schans: 203,1 p 70,5 (72,0 m)+100,9 (74,0 m)+102,2 (75,0 m) 15 km: 199,16 p (50:20.46)  |
| Jukka Kuvaja     | mannen     | 11e       | 399,04 punten schans: 197,3 p 98,9 (71,0 m)+87,8 (68,0 m)+98,4 (74,5 m) 15 km: 201,74 p (50:03.26)    |
| Jorma Etelälahti | mannen     | 24e       | 368,45 punten schans: 185,1 p 92,7 (69,0 m)+74,3 (63,0 m)+92,4 (72,0 m) 15 km: 183,35 p (52:05.85)    |

### Schaatsen
| Olympiër             | Discipline   | Resultaat | Prestatie         |
| -------------------- | ------------ | --------- | ----------------- |
| Olavi Köppä          | 1500 m (m)   | 10e       | 2.03,69 (+4,31)   |
| Olavi Köppä          | 5000 m (m)   | 20e       | 7.59,52 (+35,04)  |
| Olavi Köppä          | 10.000 m (m) | 9e        | 15.39,73 (+49,14) |
| Pertti Niittylä      | 500 m (m)    | 15e       | 40,65 (+1,48)     |
| Pertti Niittylä      | 1000 m (m)   | 8e        | 1.21,43 (+2,11)   |
|                      |              |           |                   |
| Paula-Irmeli Halonen | 500 m (v)    | 8e        | 43,99 (+1,23)     |
| Paula-Irmeli Halonen | 1000 m (v)   | 13e       | 1.31,72 (+3,29)   |
| Paula-Irmeli Halonen | 3000 m (v)   | 22e       | 5.03,08 (+17,89)  |
| Tuula Vilkas         | 1000 m (v)   | 17e       | 1.32,94 (+4,51)   |
| Tuula Vilkas         | 1500 m (v)   | 20e       | 2.24,55 (+7,97)   |
| Tuula Vilkas         | 3000 m (v)   | 12e       | 4.51,71 (+6,52)   |

### Schansspringen
| Olympiër        | Discipline         | Resultaat | Prestatie                                          |
| --------------- | ------------------ | --------- | -------------------------------------------------- |
| Harri Blumén    | normale schans (m) | 29e       | 210,4 punten 105,6 p. (75,5 m) + 104,8 p. (75,0 m) |
| Harri Blumén    | grote schans (m)   | 41e       | 160,7 punten 84,4 p. (81,0 m) + 76,3 p. (77,0 m)   |
| Rauno Miettinen | grote schans (m)   | 21e       | 185,4 punten 96,2 p. (85,5 m) + 89,2 p. (83,0 m)   |
| Esko Rautionaho | normale schans (m) | 11e       | 229,6 punten 116,5 p. (79,5 m) + 113,1 p. (78,0 m) |
| Esko Rautionaho | grote schans (m)   | 12e       | 197,8 punten 103,5 p. (90,0 m) + 94,3 p. (84,5 m)  |
| Jouko Törmänen  | normale schans (m) | 14e       | 225,0 punten 112,4 p. (78,5 m) + 112,6 p. (78,0 m) |
| Jouko Törmänen  | grote schans (m)   | 10e       | 204,9 punten 105,4 p. (91,0 m) + 99,5 p. (87,5 m)  |

### IJshockey
| Olympiër | Discipline | Resultaat | Prestatie |
| --- | ---------- | --------- | --- |
| Matti Hagman Reijo Laksola Antti Leppänen Henry Leppä Seppo Lindström Pekka Marjamäki Matti Murto Timo Nummelin Esa Peltonen Timo Saari Jorma Vehmanen Urpo Ylönen Hannu Haapalainen Seppo Ahokainen Tapio Koskinen Pertti Koivulahti Hannu Kapanen Matti Rautiainen | mannen     | 4e        | kwalificatieronde: 11 - 2 Finland - Japan A-groep (1e-6e plaats): 1 - 2 Finland - Tsjecho-Slowakije 5 - 3 Finland - Bondsrepubliek Duitsland 4 - 5 Finland - Verenigde Staten 2 - 7 Finland - Sovjet-Unie 7 - 1 Finland - Polen |

Andorra · Argentinië · Australië · België · Bondsrepubliek Duitsland · Bulgarije · Canada · Chili · Duitse Democratische Republiek · Finland · Frankrijk · Griekenland · Groot-Brittannië · Hongarije · IJsland · Iran · Italië · Japan · Joegoslavië · Libanon · Liechtenstein · Nederland · Nieuw-Zeeland · Noorwegen · Oostenrijk · Polen · Roemenië · San Marino · Sovjet-Unie · Spanje · Taiwan · Tsjecho-Slowakije · Turkije · Verenigde Staten · Zuid-Korea · Zweden · Zwitserland